# Modèle d'automobile
Un modèle d'automobile est un type d'automobile appartenant à la gamme d'un constructeur.

## Principe
Les constructeurs produisent plusieurs types de véhicules en même temps : chaque modèle occupant un rang de la gamme.